# Bodyke
Bodyke est un village en Irlande, situé dans le comté de Clare.

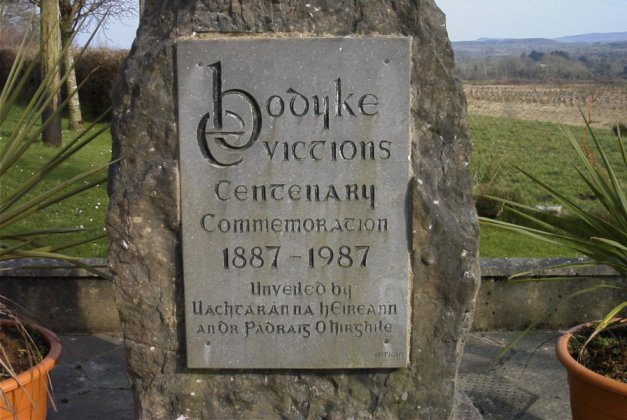
Mémorial du centenaire des évictions de 1887 à Bodyke